# Општина Горњи Град
Општина Горњи Град (словен. Občina Gornji Grad) је једна од општина Савињске регије у држави Словенији. Седиште општине је истоимено насеље Горњи Град.

## Природне одлике
Рељеф: Општина Горњи Град налази се у северном делу Словеније, у крајње југозападном делу покрајине Штајерска. Средишњи део општине је долина речице Дрете. Изнад долине пружају се брда и планине Савињских Алпа.
Клима: У нижем делу општини влада умерено континентална клима, а у вишем њена оштрија, планинска варијанта.
Воде: Најважнији водоток у општини је речица Дрета. Сви остали водотоци су мали и њене су притоке.

## Становништво
Општина Горњи Град је ретко насељена.

## Насеља општине
| - Бочна - Дол - Горњи Град | - Ленарт при Горњем Граду - Нова Штифта - Флорјан при Горњем Граду |  |